# From Yesterday
From Yesterday és el tercer single del quartet de rock 30 Seconds to Mars, de l'àlbum A Beautiful Lie.

## Posició a les llistes
| Any  | Llista                                                    | Posició |
| ---- | --------------------------------------------------------- | ------- |
| 2007 | U.S. Billboard Hot 100                                    | 76      |
| 2007 | U.S. Billboard Modern Rock Tracks                         | 1       |
| 2007 | U.S. Billboard Mainstream Rock Tracks                     | 11      |
| 2007 | U.S. Billboard 2007 Year-End Chart: Hot Modern Rock Songs | 7       |
| 2007 | U.S. Billboard Hot Videoclip Tracks                       | 25      |
| 2007 | Australia Singles Chart                                   | 33      |
| 2007 | New Zealand Singles Chart                                 | 13      |
| 2007 | Germany Singles Chart                                     | 72      |
| 2007 | Austria Singles Chart                                     | 53      |
| 2007 | Virgin Charts                                             | 1       |
| 2007 | Brasil Hot 100                                            | 11      |
| 2007 | Italia Singles Chart                                      | 36      |
| 2007 | Portugal Singles Chart                                    | 17      |
| 2007 | Netherlands Singles Chart                                 | 8       |
| 2007 | Canadian Singles Chart                                    | 2       |
| 2007 | Bolivia Singles Chart                                     | 1       |
| 2007 | Europa Top 20                                             | 1       |
| 2008 | Mexican Singles Chart                                     | 31      |
| 2008 | UK Singles Chart (re-release)                             | 37      |
| 2008 | Latvian Airplay Top 50                                    | 1       |